# Orwell (Vermont)
Orwell – miasto w Stanach Zjednoczonych, w stanie Vermont, w hrabstwie Addison.